# Cuccaro Vetere
Cuccaro Vetere este o comună din provincia Salerno, regiunea Campania, Italia, cu o populație de 530 locuitori (1 ianuarie 2023) și o suprafață de 17,66 km².

## Demografie
Cuccaro Vetere - evoluția demografică

|  | Graficele sunt indisponibile din cauza unor probleme tehnice. Mai multe informații se găsesc la Phabricator și la wiki-ul MediaWiki. |

Date: Recensăminte sau birourile de statistică - grafică realizată de Wikipedia